# إدواردو بوستوس
إدواردو بوستوس (بالإسبانية: Eduardo Bustos)‏ هو دراج كولومبي، ولد في 23 أبريل 1937.

## وصلات خارجية
- إدواردو بوستوس على موقع أرشيف الدراجات (الإنجليزية)
- إدواردو بوستوس على موقع إحصائيات الدراجات الإحترافية (الإنجليزية)
- إدواردو بوستوس على موقع أوليمبيديا (الإنجليزية)